# Panicum hebotes
Panicum hebotes är en gräsart som beskrevs av Carl Bernhard von Trinius. Panicum hebotes ingår i släktet vipphirser, och familjen gräs. Inga underarter finns listade i Catalogue of Life.